# Maurice Guillaume (militaire)
Pour les articles homonymes, voir Guillaume.
Ne doit pas être confondu avec Maurice Guillaume (musicien).
Maurice Guillaume, né à Chaumont (Haute-Marne) le 17 février 1886 et mort à Paris le 10 mai 1961, est un officier français devenu directeur de journaux dans l'entre-deux-guerres.

## Biographie

### Carrière militaire
Fils d'officier, Maurice Guillaume a été élève au petit séminaire de Langres. Il s'engage dans l'armée en 1906 et intègre l'École spéciale militaire de Saint-Cyr; il fait partie de la 91e promotion (1907-1908) et en sort major de promotion. Il sert en Afrique du Nord, en Algérie et au Maroc. Alors jeune lieutenant de 23 ans, il est blessé durant les émeutes de Fès d'avril 1912. De 1912 à 1915, il est affecté au bureau militaire du Résident général au Maroc, le maréchal Hubert Lyautey, dont il est l'officier d'ordonnance puis le chef de cabinet.
Il sert en France comme capitaine puis chef de bataillon dans l'infanterie (chasseurs à pied) durant la Première Guerre mondiale. Il est sept fois cité, reçoit la croix de guerre et la croix de chevalier de la Légion d'honneur en 1916. Deux fois blessé, il est affecté à l'état-major de la 8e armée en 1918. Il est mis à disposition de la présidence de la République en 1920, comme officier d'ordonnance de Paul Deschanel, ce qui lui vaut d'être promu officier de la Légion d'honneur.
Il épouse en 1919 Germaine de Kératry (1893-1994), issue d'une famille de la noblesse bretonne, fille aînée d'un directeur du contrôle financier en Indochine, Pierre de Kératry. Infirmière de la Croix-Rouge durant la guerre, elle est titulaire de la croix de guerre comme son mari. L'un des témoins de mariage de Guillaume est Aristide Briand. Ils ont eu quatre enfants, deux filles et deux fils. Ses deux filles épouseront des officiers : Monique, mariée au capitaine de frégate Bizot-Espiard, et Claude, qui épouse en 1944 un saint-cyrien, Pierre Favereau. Ses deux fils seront aussi officiers : Jean-Marie, décédé en Algérie en 1957 à la tête d'une unité de parachutistes, et Pierre Guillaume, lieutenant de vaisseau, officier putschiste en 1961 et membre de l'OAS, condamné à plusieurs années de prison ; son itinéraire a influencé Pierre Schoendoerffer pour son roman et son film Le Crabe-tambour.
Mis en congé sans solde en 1921, il mène une seconde carrière de journaliste, tout en demeurant en disponibilité et dans le cadre de réserve, affecté à l'état-major du gouverneur militaire de Paris. Il est promu lieutenant-colonel en 1926 - il est alors à 39 ans le plus jeune de son grade - puis colonel en 1930. Ce qui lui vaut un article moqueur du Canard enchaîné. Il est promu commandeur de la Légion d'honneur en 1927 et devient le plus jeune commandeur de France. C'est le maréchal Lyautey qui lui remet sa cravate de commandeur lors d'une cérémonie aux Invalides. Il est à cette date membre de l'Association des membres de la Légion d'honneur décorés au péril de leur vie et membre du conseil de l'Association des Amis de Saint-Cyr.
Il est affecté à la tête du centre mobilisateur de Belfort en 1939, puis est promu général de réserve durant l'Occupation.

### Journaliste et directeur de journaux
D'abord secrétaire général du quotidien de droite L'Intransigeant de 1921 à 1924, il est nommé directeur du quotidien d'information Le Petit Journal en décembre 1924, à 38 ans. Désigné administrateur de ce quotidien en octobre 1930 et administrateur de Paris-Midi, tout en étant directeur et propriétaire de la Dépêche marocaine, il est obligé de quitter le poste de directeur à la mort du commanditaire du Petit Journal, Louis Loucheur. Il est ensuite directeur du Quotidien, commandité par Jean Hennessy, jusqu'au début de l'année 1933.
Il fonde en janvier 1934 et dirige un hebdomadaire, Vendémiaire, puis un autre en novembre 1935, Choc, dont il est aussi le propriétaire. Son épouse aurait collaboré à ce périodique, signant des éditoriaux. Choc est un périodique « national », opposé au Front populaire et à Léon Blum, et très anticommuniste ; il publie entre juillet et novembre 1936 les appels du général Edouard Duseigneur à l'union des « nationaux » contre le communisme. D'abord déférent à l'égard des Juifs, il verse ensuite dans l'antisémitisme.
Le colonel Guillaume participe à la campagne menée par l'extrême droite contre le chef du Parti social français, le colonel François de La Rocque : il publie des échos contre lui dans son journal, puis des articles du duc Joseph Pozzo di Borgo, du commandant Stanislas Sicé ou de Philippe Henriot accusant La Rocque d'avoir reçu des fonds secrets d'André Tardieu lorsqu'il dirigeait les Croix-de-Feu. D'où la série de procès en 1937-1938 l'opposant à La Rocque,. Il est agressé par des militants du PSF en juillet 1937.

### Au service du régime de Vichy
Devenu général du cadre de réserve, Guillaume, qui a servi dans sa jeunesse en Afrique du Nord et a présidé dans l'entre-deux-guerres la Djellaba, association amicale des troupes du Maroc, est chargé auprès du chef du gouvernement, Pierre Laval, de la coordination des affaires nord-africaines, ainsi que du contrôle du service des affaires nord-africaines, créé en juin 1943 par le régime de Vichy pour s'occuper des questions intéressant les Nord-Africains se trouvant sur le territoire métropolitain.
Il est arrêté à la Libération, incarcéré jusqu'en mars 1945, appréhendé une nouvelle fois le 4 juin 1946 ; il est alors soupçonné de collaboration économique - il aurait eu des intérêts dans une entreprise qui devint un centre d'achat allemand sous l'Occupation, mais cette information fait l'objet d'un classement - et de trahison : il aurait travaillé pour l'Abwehr selon la presse. Il se défend en affirmant qu'il a transmis des renseignements à la Résistance. Il est mis en liberté provisoire et bénéficie ensuite d'un non-lieu, en 1946.
Il est inculpé en 1951 de faux et usage de faux certificats de résistance mais il proteste de sa bonne foi. Il est condamné en 1953, par défaut, à trois mois de prison avec sursis dans cette affaire d'un faux réseau de résistance, les Loups de France.
Il meurt en 1961 d'une embolie au cours de la cérémonie du retour des cendres du maréchal Lyautey.

## Distinctions
- Commandeur de la Légion d'honneur (7 juillet 1927)[40]
- Croix de guerre 1914-1918 7 citations (dont 3 palmes)[40]
- Officier d'académie
- Officier de l'ordre du Ouissam alaouite
- Ordre du Mérite militaire chérifien